# Знепоље
Знепоље је већа предеона целина и котлина у подручју и долини горњег тока реке Јерме, на периферији гравитационог подручја (већим делом данас на територији Бугарске). Оно је сходно свом значају кроз историју имало и већу територију него уобичајена жупа или нахија, јер је била већа географска целина и историјско-географска област у западном делу Бугарске и југоисточном делу Србије. Покрива целу Трнску котлину, а наставља се на област звану Крајиште.

## Положај и пространство
Знепољска област која се данас простире долином реке Јерме, омеђена је планинама Рудина, Милославска и Руј на северу, на истоку планинама Стража и Јездимирска, и на југу планинама Јоргован, Лешниковска и Боховска. Дужина области је око 20 км, ширина око 3,5 км а површина је 55 km². Падине које окружују област су на западу стрме и оштре, а на истоку су искошене. Налазе се на 700—800 м надморске висине.

## Географија

### Рељеф, геолошка грађа
Околне падине знепољске долине на западу су стрме, нагле, раседаног порекла, а на истоку су благе. Дно долине се налази на 700 – 800 м надморске висине. Његове околне падине су изграђене од гнајса , амфиболита, шкриљаца, филита, пешчара и кречњака, а дно долине је од плиоценских и квартарних седимената. Знепоље  је настало као резултат тектонског спуштања током плиоцена и квартара. Алувијални шишарци су широко распрострањени дуж његове северне периферије. У Знепољу се налази каменолом поред пута за село Лешњиковци, који је коришћен у прошлости.

### Клима и воде
Знепоље има оштру умерено-континенталну климу са честим температурним инверзијама током хладних зимских месеци. У граду Тран јануара 1947. најнижа иазмерена  температура у Бугарској била је -38,3°С. Просечна годишња температура је 8,4°С, просечна јануарска -2,8 °С, просечна јулска 17,8°С. 
Просечна годишња количина падавина у Знепољској котлини је 582 мм.
Транско-Знеполска периферија богата је изворима из којих настају многи потоци. Највећи и најважнији извор воде у долини је река Јерма, која прикупља своје воде са планина. Реке Јрме, од њених извора до ушћа у Нишаву, заузима површину од 747 км².  од чега је 582 км² на бугарској територији.

### Земљиште и флора
Преовлађујућа земљишта су алувијална дуж долине реке Јерме и њених притока и земљишта циметових шума у остатку области. Знепољске падине су пошумљене мешовитим и листопадним шумама. На околним падинама расту дивље печурке и лековито биље.
Постоје повољни услови за гајење житарица, кромпира, воћа и поврћа, али је последњих година, услед велике депопулације, ова пољаопривредна активност становништва готово напуштена.

## Историјске границе Знепоља
Знепоље у 12. веку
У време Стефана Немање Знепоље је први пут дошла у српске руке, и постало жупа након смрти византијског цара Манојла Првог Комнина 1143 1180. године. Полазећи од чињенице да свака жупа представља својеврсну заокружену географску целину, може се закључити и за Знепоље да је оно било већа предеона целина и Знепољској котлини и у подручјуи долини горњег тока реке Јерме, на периферији гравитационог подручја (већим делом данас на територији Бугарске), а да је сходно свом значају могла имати и већу територију него уобичајена жупа и била већа географска целина, дакле област.
Знепоље у 19. веку
Знепоље је у 19. век под Осмалјским царством било нахија, која се обзиром на чињеницу да је село Ломница припадало нахији, граничила на северу дужином данашње државне српско-бугарске границе, дакле. Северно од Ломнице, област је обухватала Поганово, Свиницу (данашњу Сливницу и Војнукофчу, или данашње село Војнеговци код Пирота) и пружала се даље на исток.
Северно од села Петачинци које је припадало нахији, граница је ишла даље на север од села Врабча и Банкија која су данас у републици Бугарској, даље на север и североисток приближно до села Круша и Јалботина, која нису припадала нахији Знепоље.
На исток и североисток Знепоље се ширило према Димитровграду обухватајући село Калотину а онда се према југоистоку граница спуштала западно од данашње Сливнице, и села Филиповци граница је на југу ишла нешто северније од Брезника, до села Ребро.
Јужна граница Знепоља се протезала на запад према Глоговици и Мрамору, дакле, ишла је нешто јужније од истоимених села, а затим на запад до села Стајчовци данас у у Бугарској. Колико је граница ишла јужно од овог села прецизно се не зна, али се зна да се налазила јужно од Трна.
Ка југозападу граница се протезала према Бохову и Костршовици, и ишла нешто јужније од тих села али свакако северније од манастира Паља.
Западна граница Знепоља ишла је приближно линијом Костршевци — Суви Дол — Драјинци — Грознатовци обухватајући при том и крајње северно одатле Леборажду (данашње село Љуберажда), јужно од Бабушнице. Затим је заобилазећи Преслап граница је ишла нешто северније и обухватала Рани Луг, и завршавала се између Зеленог Града и Вучидола.
После победе Србије над Бугарском у Првог светског рата, Нејским миром 1919. године део области Знепоља су припале Србији, па је Стразимировац постао погранично место на самом западу Бугарске. Овакав положај допринео је стагнацији Знепоља током већег дела 20. века.

## Данашња административна подела
Највећи део Знепоља се налази у општини Трн, а мањи део у општини Сурдулица.
Бугарска
Центар области Знапоља у Бугарској је градић Трн са још 25 насеља на бугарској (Берајинци, Бохова, Бусинци, Велиново, Вукан, Главановци, Глоговица, Џинчовци, Јездимирци, Забел, Зелениград, Костуринци, Лешниковци, Милославци, Мрамор, Насалевци, Радово, Рани Луг, Рејановци, Слишовци, Стајичовци, Студен Извор, Туроковци, Цегриловци и Јарловци) 
Србија
Знепољска област у Србији има 7 насеља — (Грознатовци, Драјинци, Клисура, Кострошевци, Паља, Стрезимировци, Сухи Дол). 

## Становништво
Најстарији народ чије се име спомиње у изворима односно за који се, са великом сигурношћу, може рећи да је обитавао на простору Знепоља су Дарданци. Међутим, у том периоду, пре доласка Римљана, етничка слика је била веома комплексна. Ту су наиме живели Келти, Илири и Трачани, те су етимолози у језицима тих народа управо и тражили порекло имена градова Понишавља.
Доласком римских војника, број становника се повећава. На основу расположивих података, сасвим је извесно да се већи прилив становништва, десио на прелазу из старе у нову еру (отприлике од 27. године п. н. е. до 14. године н.е.) у време римског цара Августа (63. п. н. е.— 14. н.е.). У то време постојали су бројни војни логори дуж трасе Via Militaris-а.
Хришћанство се, у Знепољу, као и на тлу Балкана јевили већ у првим вековима. Нема сумње да је тако било и у Ремезијани и читавој ремизијанској регији, имајући у виду да је овај град био на важном и веома прометном путу који је спајао Наис и Сардику и даље, Запад и Исток Римског царства.
Када је у време Стефана Немање Знепоље први пут дошла у српске руке, и постало жупа, након смрти византијског цара Манојла Првог Комнина 1143 — 1180. године, ово историјско-географско подручје населили су Срби.
Када је према Санстефанском и Берлинском споразуму, део Знепоља 1879. године постао део савремене бугарске државе, настаје све интензивније насељава области Бугарима, а обалст постоје убрзо средиште окупљања становништва из других села.

Временом иако је Знепоље било комплетно насељено Србима, оно је данас бугаризовано. Знепољци говоре трнским говором који припада призренско-тимочком дијалекту српског језика. Трнски говор је... 
...дефинитивно српски, и јасно је да ће га становник Бањалуке без икаквих проблема разумети, док становник Варне неће скоро уопште. Наравно, постоје и локалне језичке особине (Трнчање уместо Трнчани, оратили уместо говорили итд.) којих нема ни у српском ни у бугарском књижевном језику. То заправо потврђује да је језик српски, јер, осим стандардних српских и локалних српских језичких особина, не постоје ниједне друге.